# Laeisz (Familie)
Laeisz (gesprochen Laiß) ist der Name einer Familie, die zwischen 1700 und 1750 aus Schwaben nach Hamburg immigrierte. Nach ihr ist die 1908 eröffnete Laeiszhalle (Musikhalle Hamburg) benannt. und der 1897/98 als Sitz der Firma F. Laeisz erbaute Laeiszhof.
Der erste Laeisz in Hamburg war der Zimmermeister Johann Laeisz, der am Bau der Kirche St. Michaelis unter den Architekten Ernst Georg Sonnin und Johann Leonhard Prey mitwirkte. Sein Sohn Johann Hartwig kam als erster Laeisz in Hamburg zur Welt und wurde zum Stammvater der Hamburger Familie Laeisz. Der Familie gehörte später die Reederei F. Laeisz.
Weitere Familienmitglieder sind:
- Ferdinand Laeisz (1801–1887), Unternehmer und Reeder
- Carl Martin Laeisz (1803–1864), Dekorationsmaler in Hamburg
- Carl Heinrich Laeisz (1828–1901), Kaufmann und Reeder
- Carl Ferdinand Laeisz (1853–1900), Unternehmer und Reeder
- Erich Ferdinand Laeisz (1888–1958), Regattasegler, Reeder und Politiker